# ドラキュラII 呪いの封印
『ドラキュラII 呪いの封印』（ドラキュラツー のろいのふういん、英題: Castlevania II: Simon's Quest）は、コナミから1987年8月28日に発売されたファミリーコンピュータ ディスクシステム用ソフトのアクションRPG。

## 概要
ゴシックホラーアクションゲーム『悪魔城ドラキュラ』（1986年）シリーズのファミコンでの2作目。基本システムは横スクロールの2Dジャンプアクションであるが、純粋なステージクリア制アクションゲームだった前作『悪魔城ドラキュラ』とは違い、本作ではRPGの要素も取り入れたアクションRPG（広告チラシには「RPGホラーアクション」と表記されている）となったことが特徴。昼と夜による変化の概念が盛り込まれ、ステージ舞台も町、森や川、館などトランシルバニア地方各地を巡って探索する。ストーリーは前作の直接の続編であり、主人公もシモンで、中世ヨーロッパのトランシルヴァニアの片田舎で、身体に受けた呪いを解きドラキュラを永久に消滅させるため、地上に出現したドラキュラの肉体の5つの遺骸を各地の館で探し集めて最後にドラキュラ城で焼き払い封印することが目的となる。
音楽は前作ではディスクシステムの拡張音源が使われていなかったが、本作では拡張音源も使用されている（このため後にディスクシステムでなくロムカセットで発売された欧米版では楽曲がアレンジされて強化された）。
パッケージには本作のキャラクターイラストカードが1枚封入されている（カード絵柄は数種類存在する）。
2008年にWiiの、2013年に3DSの、2014年にWii Uのバーチャルコンソールでそれぞれダウンロード配信された。

## ゲーム内容

### システム
主人公のシモンを操り、アクションのシステムは前作『悪魔城ドラキュラ』を踏襲しているが、アクションRPGであるためスコアは無い。敵が落とすハートを取ると経験値がたまり、一定量に達するとレベルアップし、防御力やライフの最大量が増える。残機（プレイヤーストック）制が採用されており、シモンの残機がなくなるとゲームオーバー。ゲームオーバー時にはコンティニュー可能で、ゲームをやめるときはディスクカードに進行状況をセーブすることもできる（欧米版ではパスワードコンティニュー制に変更）。
シモンのメインウェポンはムチだが、前作のようにアイテムを入手してパワーアップするわけではなく、街で購入したり、イベントで入手する。サブウェポンは、アクションゲームだった前作では常に1種類しか持ち歩けなかったが、本作では入手したアイテムはサブ画面で自由に選択して使用することができる。前作同様にハートを消費するサブウェポンもある。
舞台となるトランシルバニアにはいくつかの町があり、町では人々から話を聞いたり、アイテムを買ったりすることができる。ちなみに、本作では敵を倒して入手したハートを使って物を買うシステムである。ただし、自力攻略の難易度は高めで7日以内にクリアするとグッドエンド、15日以上かかるとバッドエンドとなってしまう。
時間の概念
本作では、ナムコの『時空勇伝デビアス』（1987年）と『ドラゴンクエストIII そして伝説へ…』（1988年）に先駆けて昼と夜の時間の流れのシステムが採用された。プレイ中は町の建物や館の内部にいるときを除いて常に時間が流れており、午後6時になると昼から夜になり、午前6時になると夜から昼になる。昼は町中で情報を集めたりとアドベンチャーゲーム的な要素があり、夜は敵キャラクターが強力になって、町の中では人が家に閉じこもり、敵が出現するようになる。またプレイ時間に応じてエンディングが変化するマルチエンディングを導入している。なお、後のシリーズ作品やBEMANIシリーズにも使われている楽曲「血の涙」（Bloody Tears）は本作の昼のフィールドBGMとしてが初出。
嘘情報
昼の街では通行人と会話することでアイテムの入手法などの攻略情報を得ることができるが、中には全くの偽情報・嘘情報もあるので注意。数多くある情報から本当の情報を見極める必要がある。

### アイテム

#### 鞭
シモンのメインウェポンの武器で、無制限に使用できる。
革の鞭
革で作られた鞭。ゲーム開始からの初期装備でリーチが短く威力も低い。
イバラの鞭
イバラで作られた鞭。革の鞭よりもリーチが長いので扱いやすく威力は革の鞭の2倍。
鎖の鞭
鉄の鎖で作られた鞭。威力はイバラの鞭の2倍。
分銅の鞭
鎖の先に鋼鉄の玉が付いた鞭。リーチが鎖の鞭より若干長く威力もその2倍になる。
炎の鞭
全体に炎をまとった魔法の鞭。威力は分銅の鞭の2倍で、最強の威力を誇る鞭。

#### サブウェポン
いずれも「十字キー上を押しながらBボタン」で使用する。前述のとおりサブ画面を開いて任意のタイミングで変更することが可能。
聖水
地面に放り投げて攻撃するサブウェポン。前作と違い地面に落ちても火柱が上がらないが、破壊可能な壁や床の石を壊せる効果がある。攻撃力は低いが道を切り開くのに必要で、アイテムとしては重要。ハート使用量が0なので何度でも使える。
聖なる炎
聖水と同じ軌道で投げるがこちらは火柱が上がる。火柱はしばらく残り、触れた敵に連続的にダメージを与える。1発につきハート1消費。
短剣
前方に投げて攻撃をするサブウェポン。前作と違って射程があり、敵を貫通する。離れた敵を狙えるが威力は低い。ハート使用量は0なので何度でも使用可能。
銀のナイフ
短剣と同じ軌道で進むが飛距離が長く画面の端まで届く。1発につきハート1消費。
金のナイフ
銀のナイフと同じ軌道だが敵に当たると炎に変わり更にダメージを与える。1発につきハート2消費。
跳鉱石
投げると壁を跳ね返りながら飛んでゆく。しかし、敵に当てづらく使い所が難しい。1発につきハート1消費。
ニンニク
地面に置いて使用する。設置するとその上を通った敵にダメージを与える。特定の場所に置くと隠れているジプシーが現れる場所がある。使ってもハートは減らないが、個別に使用回数が設定されており、その数だけ使用できる。
樫の木の杭
館の最深部にあるドラキュラの遺骸が隠された玉に使用する。館内部にいるジプシーから購入。投げると前方にまっすぐ飛ぶ。
月桂樹の葉
使用すると一定時間無敵状態になりダメージを受けなくなる薬草。ニンニクと同じく個別に使用回数が設定されており、絹の袋を手に入れると持てる上限が増える。通常は店で購入するが、ある館では無料で手に入る。

#### ドラキュラの遺骸
ドラキュラ城に入る鍵となるアイテムで、全部揃えないと城の中に入ることができない。指輪以外はサブ画面で選択して装備すると、特殊な効果が表れる。
あばら骨
遺骸の1つ。装備しているとシモンの前方に盾が出て敵の火炎弾などを跳ね返すことができる。ただし、この盾は立ち・しゃがみ・ジャンプ中にしか使えない。
心臓
遺骸の1つ。デッドリバーの呪いを解くために必要。
目玉
遺骸の1つ。装備していると隠されている物が見えるようになる。
爪
遺骸の1つ。装備していると聖水でしか壊せなかった石がムチでも壊せるようになる。
指輪
遺骸の1つ。前述の城に入る鍵となる効果のみで、装備による効果は特にない。
ドラキュラの牙
設定では存在する6つ目の遺骸。ケイブンシャの攻略本では、最終ボスのドラキュラは牙に宿った怨念が凝縮されたものと設定されている。

#### その他
白水晶
イベントアイテム。バークレイの館の奥へ進むのに必要。
青水晶
イベントアイテム。ユバの湖の奥へ進むのに必要。
赤水晶
イベントアイテム。デボラの崖の先へ進むのに必要。
ロザリオ
イベントアイテム。西の橋を進むのに必要。持っているだけで効果を発揮する。
絹の袋
所持できる「月桂樹の葉」の最大数が2倍になる。持っているだけで効果を発揮する。
文献
アイテムの在り処や謎解きのヒントが記されている書物で、町やフィールドの壊せる石の中に隠されている。取るとメッセージウインドウが開き、書かれている内容が表示される。全部で13冊あり、町の人の情報と違って内容はすべて真実。いわゆる即効アイテムの部類に入り、ストックして再確認するようなことはできない。

### ストーリー
外部リンクの「公式ストーリー紹介」参照。

## キャラクター
シモン・ベルモンド
前作に引き続き主人公。7年前にドラキュラを倒すも背中に呪いの傷を受けてしまう。近寄る死期を予感し、ベルモンド一族が眠る天使の丘の墓に来た時に、朝霧のなか現れた女性の啓示を受け、トランシルヴァニアのどこかに出現した5つの遺骸を探し出し、ドラキュラを永久に封じ伝説に終止符を打つため、解呪の旅に出る。なお本作の広告チラシには「シモンは神の使者として旅立ってゆく」とある。
女性
天使の丘の墓の前で朝靄のなか現れて消えた謎の女性。呪いを受けたままではシモンの命が危ないが邪悪に対抗する勇気があれば神に力を与えられ呪いの傷も癒えることを告げ、ドラキュラの遺骸をドラキュラ城で焼き払うという、永久にドラキュラを消滅させる唯一の方法をシモンに教える。説明書のストーリー紹介にのみ登場しているキャラクターで、ゲーム中には登場しない。赤い服を着ている。
町人
昼に町で歩いてたりする人々。話しかければ色々情報を教えてくれたりするが、嘘の情報も多い。夜は家に入ってドアを閉ざす。
商人
町などにいるローブ姿の男で、アイテムを売ってくれる。販売品は場所により決まっていて、大半は建物の中にいる。
神父
町の教会にいて、話しかけると体力を全回復させてくれる。なお、その台詞は『悪魔城ドラキュラX 月下の夜想曲』にもそのまま登場する。
ジプシー
いろんな場所に隠れ潜んでいたりして、シモンにアイテムをくれたりする。
船頭
デッドリバーにおり、見た目は商人と同じ姿。話しかけると船でシモンを向こう岸に運んでくれるが、あるアイテムの有無によって辿り着く場所が異なる。なお、話しかけたときの台詞は『悪魔城ドラキュラX 血の輪廻』や『月下の夜想曲』の渡し守にもそのまま登場する。
ドラキュラ
最終ボス。シモンに退治されてから7年目に肉体の5つの遺骸がトランシルヴァニアに現れ復活を始めた。5つの遺骸を焼き払った直後、ドラキュラの亡霊がもう1つあった最後の遺骸「牙」で襲い掛かる。最終地点であるドラキュラ城の最奥で戦う。
女吸血鬼カミーラ
仮面のような顔だけの姿。ラルバの館にて中ボスとして登場し、ゲームクリアに必要なあるアイテムを守っている。円を描いて空中を飛び、多数の火炎弾に分裂する血の涙を流して攻撃してくる。
死神
シリーズ恒例のボス。ブラームの館にて中ボスとして登場し、あるアイテムを守っている。死の鎌を投げて攻撃してくる。

## 音楽

### サウンドトラック
- 悪魔城ドラキュラ ファミコン・ベスト（1990年3月21日、KONAMI）
- 悪魔城ドラキュラ ベスト（1998年9月23日、KONAMI）

## 他機種版
| No. | タイトル                                    | 発売日                                       | 対応機種                                           | 開発元 | 発売元 | メディア                              | 備考                          |
| --- | ------------------------------------------- | -------------------------------------------- | -------------------------------------------------- | ------ | ------ | ------------------------------------- | ----------------------------- |
| 1   | ドラキュラII 呪いの封印                     | 2007年10月19日 2007年10月29日 2007年10月28日 | Wii                                                | KDE    | KDE    | ダウンロード （バーチャルコンソール） |                               |
| 2   | ドラキュラII 呪いの封印                     | 2014年1月26日 2013年3月27日                  | ニンテンドー3DS                                    | KDE    | KDE    | ダウンロード （バーチャルコンソール） |                               |
| 3   | ドラキュラII 呪いの封印                     | 2014年1月26日 2014年3月5日                   | Wii U                                              | KDE    | KDE    | ダウンロード （バーチャルコンソール） |                               |
| 4   | 悪魔城ドラキュラ アニバーサリーコレクション | 2019年5月16日                                | Nintendo Switch PlayStation 4 Xbox One PC（Steam） | M2     | KDE    | ダウンロード                          | 収録ソフトの一つ 北米版を収録 |

- 『悪魔城ドラキュラ アニバーサリーコレクション』は、日本版も北米版であるCastlevania II: Simon's Questを収録。言語も英語のままである。

## スタッフ
- ディレクター：Akamatsu（赤松仁司）
- プログラマー：Matsuoka（松岡伸浩）、Kuwahara
- デザイン：Togakushi
- 音楽: Matsubara（松原健一）、Terashima（寺島里恵）、Murata（村田幸史）
- Iwasa
- Kawanishi
- Hatano
- Higasa
- Ohyama

## 評価
- ゲーム誌『ファミコン通信』のクロスレビューでは合計28点（満40点）[3]、『ファミリーコンピュータMagazine』の読者投票による「ゲーム通信簿」での評価は以下の通りとなっており、18.60点（満25点）となっている[7]。

| 項目 | キャラクタ | 音楽 | 操作性 | 熱中度 | お買得度 | オリジナリティ | 総合  |
| 得点 | 3.92       | 3.88 | 3.85   | 3.62   | -        | 3.33           | 18.60 |